# 나카가와촌 (가나가와현 쓰즈키군)
나카가와촌(일본어: 中川村)은 1889년 4월 1일부터 1939년 4월 1일까지 존재했던 일본 가나가와현 쓰즈키군의 촌이다. 

## 지리
현재의 요코하마시 쓰즈키구에 해당한다.

## 역사
- 1889년 4월 1일 - 정촌제 시행에 의해 쓰즈키군 나카가와촌이 성립하였다.
- 1939년 4월 1일 - 요코하마시에 편입해, 동일 나카가와촌은 폐지되어, 동일에 신설된 고호쿠구의 일부가 되었다.

## 교통

### 철도노선
현재는 요코하마시영 지하철 블루라인의 나카마치다이역, 센터미나미역, 센터키타역, 나카가와역과 요코하마시영 지하철 그린라인의 센터미나미역, 센터키타역, 히가시야마다역, 기타야마다역이 있지만, 당시에는 모두 미개통 상태였다. 

### 도로
- 나카바라 가도

## 참고 문헌
- 角川日本地名大辞典編纂委員会,『角川日本地名大辞典 神奈川県』1984, 角川書店
- 北倉庄一『中世を歩く』1998年2月25日。ISBN 978-4990016531。
- 大田区史編さん委員会編『大田区史』中巻 1992年。
- 品川区立品川歴史館編『平成22年度特別展・中原街道』2010年。
- 中島義一「徳川将軍家御殿の歴史地理的考察（第1報）-南関東の場合-（多田文男先生喜寿記念）」『駒澤地理』14、駒澤大学、177-197頁、1978年。